# Бонатти, Роберта
Роберта Бонатти (род. 5 июля 1997 года) — итальянская боксёрша. Призёр чемпионата Европы 2019 года. 

## Карьера
В 2015 году она завоевала серебряную медаль на чемпионате Италии, а через год выиграла свой первый национальный титул в весовой категории до 48 кг.
На чемпионате мира 2018 года в Индии, она уступила в первом поединке спортсменке из Украины Анне Охоте.
На Чемпионате Европы по боксу в Испании в 2019 году, в весовой категории до 48 кг, она сумела добраться до полуфинального поединка, в котором уступила, и впервые в карьере стала бронзовым призёром чемпионата Европы. 
В Улан-Удэ, на мировом взрослом первенстве в октябре 2019 года, она сумела пробиться в четвертьфинал, в котором проиграла по раздельному решению судей англичанке Деми-Джейд Рецн. 